# Kay Hammond (actrice américaine)
Pour les articles homonymes, voir Kay Hammond et Hammond.
Kay Hammond, née le 14 décembre 1901 à Kansas City (Missouri) et morte le 7 janvier 1982 à Los Angeles (Californie), est une actrice américaine.

## Filmographie

### Au cinéma
- 1929 : Her Private Affair : Julia Sturm
- 1929 : L'Intruse (The Trespasser) : Catherine 'Flip' Merrick
- 1930 : Abraham Lincoln : Mary Todd Lincoln
- 1933 : Racetrack : Myra Curtis
- 1933 : La Femme aux gardénias (Double Harness) de John Cromwell  : Eleanor Weston
- 1934 : Eight Girls in a Boat : Katza
- 1934 : I Believed in You : Poetess
- 1935 : À travers l'orage (Way Down East) d'Henry King : Mrs. Emma Stackpole
- 1955 : La Fille sur la balançoire (The Girl in the Red Velvet Swing) : Nellie
- 1956 : Les Dix Commandements (The Ten Commandments) de Cecil B. DeMille : Grease Woman
- 1965 : La Plus Grande Histoire jamais contée (The Greatest Story Ever Told) - non créditée